# Thập niên 1160
Thập niên 1160 là thập niên diễn ra từ năm 1160 đến 1169.